# フッ化パラジウム(IV)
フッ化パラジウム(IV)(Palladium(IV) fluoride)または四フッ化パラジウム(Palladium tetrafluoride)は、パラジウムとフッ素からなる無機化合物で、化学式はPdF4である。この中のパラジウム原子の酸化数は、+4である。

## 合成
フッ化パラジウム(IV)は、フッ化パラジウム(II,IV)とフッ素ガスを7気圧300℃で数日間反応させることにより合成される。

## 反応
フッ化パラジウム(IV)は強い酸化剤であり、湿った空気中で急速に加水分解される。